# Staffan Lindfors
Staffan Lindfors, född  26 december 1968 i Kårböle, är en svensk musiker, låtskrivare och producent bosatt i Falun.
Han är främst känd som basist i gruppen Östen med resten och i folksångerskan Sofia Karlssons band.